# 巴勒斯坦網格

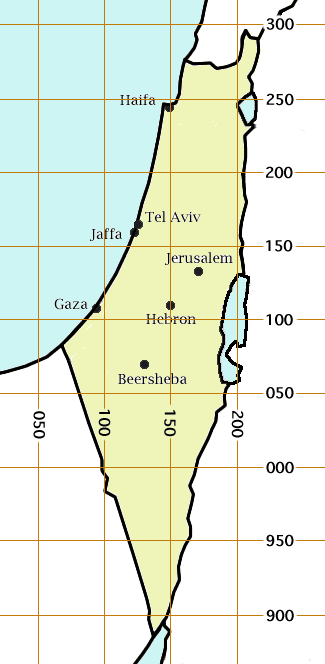
巴勒斯坦网格

巴勒斯坦网格是巴勒斯坦测量局使用的一種地理坐标系。该地理坐标系于1922年被巴勒斯坦测量局採納。 
以色列成立后，以色列當局繼續採用巴勒斯坦網格，不過以色列當局稱之為以色列网格。 1994年，以色列當局不再使用以色列網格，之後以色列網格又被稱為舊以色列網格。